# Joy Williams (Schriftstellerin, 1944)
Joy Williams (geb. 11. Februar 1944 in Chelmsford, Massachusetts) ist eine US-amerikanische Schriftstellerin.

## Leben
Joy Williams wuchs in einem religiösen Umfeld auf, ihr Vater war Prediger. Diese prägende Erfahrung spiegelt sich auch in ihren literarischen Werken wider. Nach ihrer Kindheit und Jugend in Neuengland zog Williams nach Florida, um dort ein neues Leben zu beginnen und sich von ihrem Vater abzugrenzen. Sie heiratete und lebte zeitweise zusammen mit ihrem Ehemann in einem Wohnwagen in den Wäldern des St. Marks River in Florida, wo sie auch ein Kind zur Welt brachte.

## Wirken
Williams Werke umfassen Romane, Kurzgeschichten und Essays. Sie begann ihre Karriere mit dem Roman State of Grace (1973), der für den National Book Award nominiert war. Dieser und ihre weiteren Werke zeichnen sich durch eine Auseinandersetzung mit Themen wie Menschlichkeit, Umwelt und Spiritualität aus. Ihr Schreibstil ist oft als minimalistisch beschrieben worden, obwohl sie sich stilistisch nicht strikt auf diese Bewegung beschränkt. Williams verbindet psychologische Einblicke mit ökologischen und spirituellen Fragen. Über die Jahre erhielt sie zahlreiche Auszeichnungen und Anerkennungen für ihr Schaffen, darunter mehrere Ehrendoktortitel. 2018 wurde sie in die American Academy of Arts and Sciences gewählt. Ihre Bücher und Geschichten sind von einem charakteristischen Ton geprägt, der das Alltägliche mit einer symbolischen Ebene verwebt, wodurch sie eine treue Leserschaft und kritische Anerkennung gewonnen hat.
Williams’ Debütroman In der Gnade, der erst 2024 auf Deutsch erschien, ist stark autobiografisch geprägt und erzählt die Geschichte von Kate, die versucht, ihrer durch religiösen Eifer und emotionale Manipulation geprägten Vergangenheit zu entkommen. Der Roman, der in einer kargen und kalten Umgebung auf einer Atlantikinsel beginnt und sich nach Florida verlagert, zeichnet sich durch eine atmosphärische Beschreibung und komplexe Darstellung zwischenmenschlicher Beziehungen aus. Der Erzählstil ist von abrupten Tonlagenwechseln und einer tiefen psychologischen Durchdringung geprägt.

## Werke (Auswahl)
- Concerning the Future of Souls: Ninety-Nine Stories of Azrael. Tuskar Rock, London 2024, ISBN 978-1-80522-253-8.
- Stories. Übersetzt von Brigitte Jakobeit und Melanie Walz. dtv, München 2023, ISBN 978-3-423-28321-2.
- In der Gnade. Roman. Übersetzt von Julia Wolf. dtv, München 2024, ISBN 978-3-423-28399-1.